# Vital Janssens
Ferdinand Vitalis (Vital) Janssens (Kortenaken, 3 november 1893 - aldaar, 28 mei 1982) was een Belgische burgemeester.

## Levensloop
Janssens werd in 1944 na de deportatie van Jozef Geens burgemeester van Kortenaken. Hij bleef dit tot na de gemeenteraadsverkiezingen van 1970, toen hij werd opgevolgd door Godelieve Devos.